# Walter Gerlach (KZ-Kommandant)

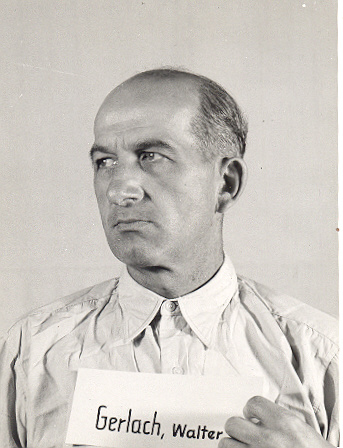
Walter Gerlach in alliierter Internierung (1945–1948)

Walter Gerlach (* 25. August 1896 in Gusow; † 19. April 1964 in Haiger) war ein deutscher SS-Führer, Gefängnisleiter des Columbiahauses und Lagerkommandant im KZ Sachsenburg während der Zeit des Nationalsozialismus.

## Leben
Nach dem Abschluss des Realgymnasiums und der Mittelschule absolvierte Gerlach einen einjährigen Lehrgang an einer Bauhandwerksschule sowie eine Ausbildung zum Maurer. Als Soldat nahm Gerlach zwischen August 1914 und 1918 am Ersten Weltkrieg teil und wurde nach Kriegsende 1919 aus der Armee entlassen. Gemeinsam mit seinen beiden Brüdern übernahm Gerlach die Holzwarenfabrik seines Vaters und wurde dort 1927 alleiniger Geschäftsführer. Aufgrund hoher Schulden musste Gerlach den Betrieb 1930 aufgeben, eine Geldstrafe aufgrund von Verstößen gegen die Reichsversicherungsordnung zahlen und den Offenbarungseid leisten.
Zum 1. September 1930 trat Gerlach in die NSDAP (Mitgliedsnummer 307.120) und im Februar 1931 in die SS (SS-Nummer 14.567) ein. Ab August 1932 wurde Gerlach Führer bei der 27. SS-Standarte. Durch Intervention von SS-Obergruppenführer Josef Dietrich kam Gerlach im Juli 1934 ins Gestapa. Vom 1. August 1934 bis 30. November 1934 leitete Gerlach das Gefängnis Columbiahaus, bis das Columbiahaus zum Konzentrationslager wurde. Sein Adjutant im Columbiahaus war Arthur Liebehenschel, der ihm in dieser Funktion bereits bei der 27. SS-Standarte unterstand.
Vom 1. Dezember 1934 bis 20. April 1935 war Gerlach Lagerkommandant im KZ Sachsenburg. Danach wurde Gerlach Adjutant des Lagerkommandanten Heinrich Deubel im KZ Dachau. Nachdem Deubel durch Hans Loritz im April 1936 als Lagerkommandant abgelöst wurde, bat Gerlach um seine Versetzung zur allgemeinen SS. Wegen einer Schlägerei im Juli 1935 wurde Gerlach durch das Landgericht München zu zwei Monaten Haft verurteilt und sollte auf Weisung von RFSS Heinrich Himmler aus der SS entlassen werden. Das Urteil wurde in eine knapp dreijährige Bewährungsstrafe umgewandelt und Gerlach verblieb in der SS.
Ab Ende 1938 führte er den SS-Abschnitt VII in Königsberg und war ab 1942 beim Reichskommissar für die Festigung deutschen Volkstums eingesetzt. Ab 1944 leitete Gerlach das Büro des Höheren SS- und Polizeiführers Günther Pancke in Dänemark. Gerlach wurde am 30. Mai 1945 festgenommen und war bis 1948 interniert. Am 14. November 1947 wurde Gerlach im Rahmen der Nürnberger Prozesse als Zeuge vernommen.
| Gerlachs SS-Ränge      | Beförderungen            |
| ---------------------- | ------------------------ |
| SS-Untersturmführer    | (Ernennung) Oktober 1931 |
| SS-Sturmhauptführer    | 1. Dezember 1932         |
| SS-Sturmbannführer     | 7. April 1934            |
| SS-Obersturmbannführer | 27. August 1934          |
| SS-Oberführer          | 30. Januar 1939          |